# 城所 (新潟市)
城所（じょうしょ）は、新潟県新潟市江南区の町字。現行行政地名は城所一丁目及び城所二丁目と大字城所。住居表示は一丁目及び二丁目が実施済み区域、大字が未実施区域。郵便番号は950-0136。

## 概要
1889年（明治22年）から現在の大字。及び1970年（昭和45年）から現在の町名。信濃川水系小阿賀野川下流右岸、亀田排水路流域に位置する。
もとは1883年（明治16年）から1889年（明治22年）まであった城所村の区域の一部で、地名のは合併した城山村と所島村の各1字を組み合わせたもの。

### 隣接する町字
北から東回り順に、以下の町字と隣接する。
- 曙町
- 横越
- 木津
- 二本木
- 茅野山
- 城山

## 歴史
横越村の枝郷であった城山村と所島村が、1883年（明治16年）に横越村から分離・合併して成立。

### 分立した町字
1889年（明治22年）以後に、以下の町字が分立。
曙町（あけぼのちょう）
1971年（昭和46年）に分立した町字。
城山（じょうやま）
1970年（昭和45年）に分立した町字。
所島（ところじま）
1971年（昭和46年）に分立した町字。

### 年表
- 1883年（明治16年） : 城山村と所島村が合併して成立。
- 1889年（明治22年）4月1日 : 合併により茅ノ城村の大字となる。
- 1890年（明治23年）3月14日 : 茅ノ城村の改名により、茅城島村の大字となる。
- 1901年（明治34年）11月1日 : 合併により亀田町の大字となる。
- 2005年（平成17年）3月21日 : 合併により新潟市の大字となる。
- 2007年（平成19年）4月1日 : 新潟市の政令指定都市移行により、江南区の大字となる。

## 世帯数と人口
2018年（平成30年）1月31日現在の世帯数と人口は以下の通りである。
| 丁目       | 世帯数  | 人口  |
| ---------- | ------- | ----- |
| 城所一丁目 | 206世帯 | 473人 |
| 城所二丁目 | 116世帯 | 298人 |
| 計         | 322世帯 | 771人 |

## 小・中学校の学区
市立小・中学校に通う場合、学区は以下の通りとなる。
| 大字・丁目 | 番地 | 小学校             | 中学校             |
| ---------- | ---- | ------------------ | ------------------ |
| 城所       | 全域 | 新潟市立亀田小学校 | 新潟市立亀田中学校 |
| 城所一丁目 | 全域 | 新潟市立亀田小学校 | 新潟市立亀田中学校 |
| 城所二丁目 | 全域 | 新潟市立亀田小学校 | 新潟市立亀田中学校 |

## 交通

### 道路
- 国道49号（亀田バイパス）
  - 城所インターチェンジ

- 新潟県道5号新潟新津線